# Suzuki DR 125
Suzuki DR 125 je motocykl firmy Suzuki kategorie enduro, třídy do 125 cm³, vyráběný v letech 1986-2001.

## Popis
Je vybaven čtyřdobým vzduchem chlazeným jednoválcem o objemu 124 cm³. Konkurenci představují Honda XLR 125 a Yamaha XT 125R. Odolná, spolehlivá a nenáročná stopětadvacítka.

## Technické parametry
- Rám: trubkový ocelový
- Suchá hmotnost: 101 kg
- Pohotovostní hmotnost: 127 kg